# Gerhard Fischer (Politiker, 1930)

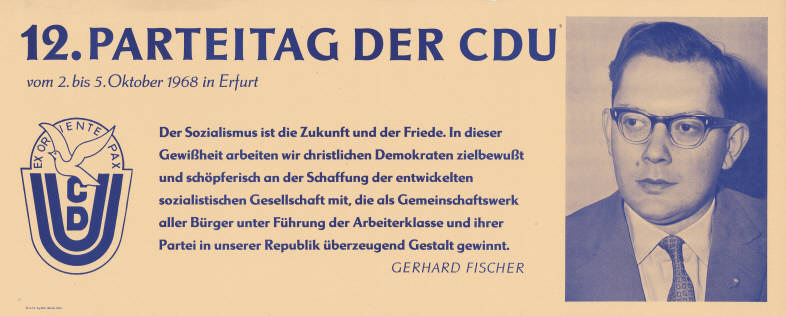
Kandidatenplakat zum 12. Parteitag der CDU in Erfurt 1968

Gerhard Fischer (* 17. April 1930 in Finow; † 9. August 2013 in Berlin) war ein deutscher Politiker (CDU in der DDR).

## Leben
Fischer besuchte das Gymnasium bzw. ab 1945 die Oberschule in Eberswalde. Dort leitete er eine FDJ-Gruppe. 1946 wurde er Mitglied der CDU. Von 1949 bis 1950 war er FDJ-Kreissekretär in Eberswalde und wurde 1950 Sachgebietsleiter des FDJ-Landesverbandes Brandenburg und CDU-Sekretär im Kreis Potsdam. Von 1950 bis 1951 war er Abteilungsleiter im CDU-Landessekretariat Brandenburg, dann bis 1953 Mitarbeiter der CDU-Hauptgeschäftsstelle in Berlin. Dort arbeitete er mit Gerald Götting zusammen. Ab 1951 war Fischer Mitglied des Präsidiums des Kulturbundes der DDR, 1954 bis 1956 stellvertretender Chefredakteur der CDU-Tageszeitung Neue Zeit. Von 1955 bis 1961 absolvierte er ein Fernstudium an der Karl-Marx-Universität Leipzig, das er als Dipl.-Journalist abschloss. 1957 bis 1969 war Fischer Sekretär, 1958–1989 Mitglied des Hauptvorstandes der CDU. Am 28. November 1969 wurde er mit einer Dissertation zur Geschichte der CDU-Presse an der Karl-Marx-Universität Leipzig zum Dr. rer. pol. promoviert. Ab 1970 leitete er eine wissenschaftliche Arbeitsgruppe beim Vorsitzenden der CDU. Ab 1986 war er Honorarprofessor an der Humboldt-Universität zu Berlin. 1987 bis 1989 war er Mitglied des Präsidiums des Hauptvorstandes der CDU, 1990 wurde er invalidisiert.

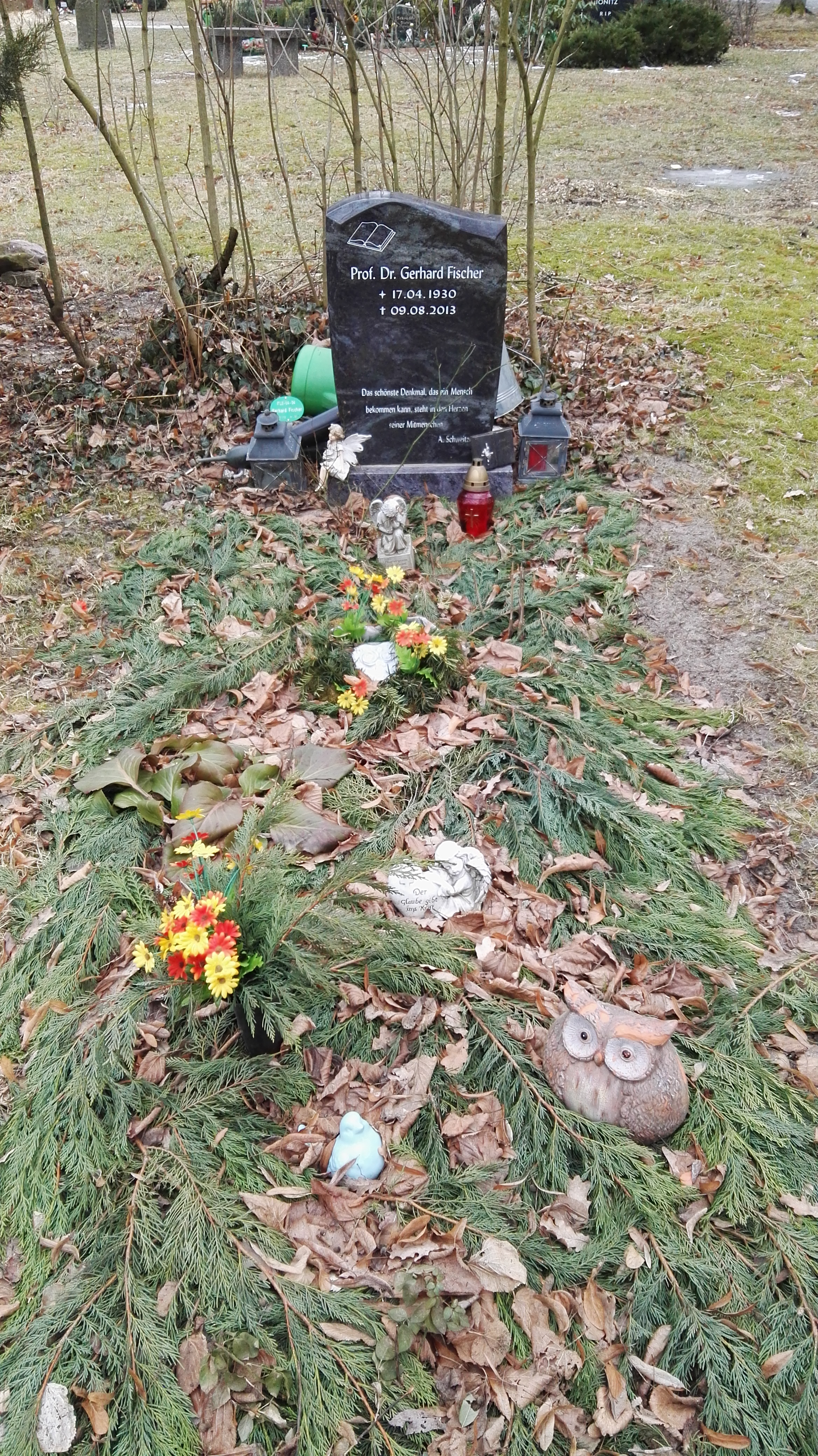
Grabstätte

Nach der Wende wurde Fischer Mitglied des Vorstands der Gesellschaft zum Schutz von Bürgerrecht und Menschenwürde e.V. (GBM) und verantwortlicher Redakteur ihrer Monatszeitschrift akzente. Weiterhin war er erster Sprecher des Berliner Alternativen Geschichtsforums und Mitglied im Verein der Freunde der Völker Russlands. Fischer gehörte 1990 zu den Mitbegründern des Bundes der Antifaschisten in der DDR. Seit 2008 war Fischer Bundessprecher der VVN-BdA.
Er wurde in Berlin mit den Riten der Freimaurer auf Friedhof IV der St. Hedwigsgemeinde und Friedhof der St. Piusgemeinde in Berlin-Alt-Hohenschönhausen beigesetzt.